# Henry Sidgwick
Henry Sidgwick (31 de maig de 1838-28 d'agost de 1900) va ser un filòsof utilitarista i economista anglès. Va ser un dels fundadors i el primer president de la Society for Psychical Research, i promotor de l'educació superior de les dones. Va ser un utilitarista en la línia de John Stuart Mill i Jeremy Bentham. La seva obra es va caracteritzar per la seva acurada investigació dels principis fonamentals, com ara la distinció entre el raonament positiu i normatiu, i per l'anàlisi crítica. La seva influència va ser tan profunda que per exemple Alfred Marshall, fundador de l'Escola d'Economia de Cambridge, el descriuria com el seu "pare i mare espiritual" En filosofia es va dedicar a l'ètica i en particular a l'examen de principis intuïtius de conducta fonamentals i al problema del lliure albir. Va adoptar una posició que pot ser descrita com a hedonisme ètic, d'acord amb el qual el criteri de bondat en una acció qualsevol és que produeixi la major quantitat possible de plaer. No obstant això aquest hedonisme no està confinat a l'ego (egoista), sinó que involucra una preocupació pel plaer dels altres, i es caracteritza més per ser universalista.

## Llibres publicats per Henry Sidgwick (referències en anglès)

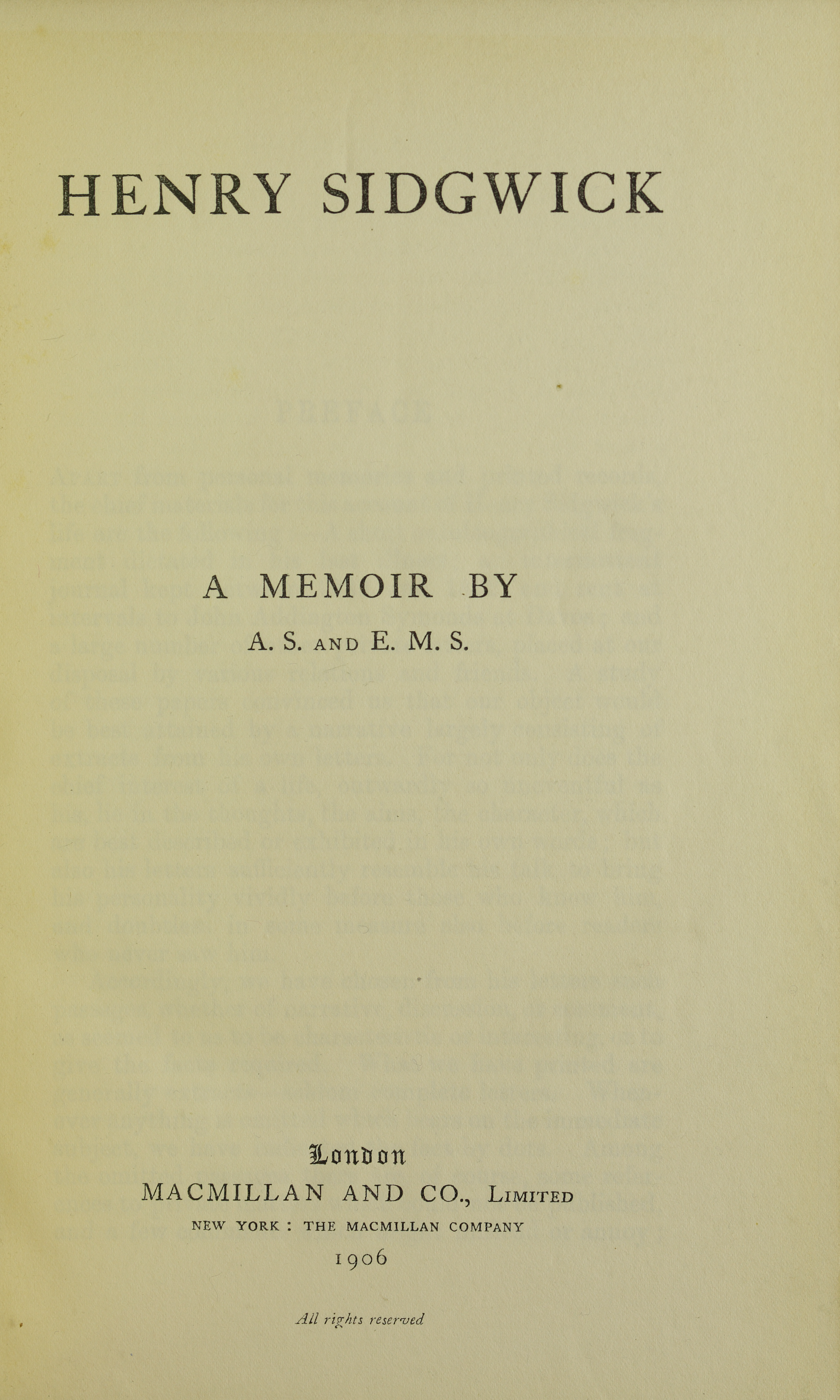
Arthur & Eleanor Mildred Sidgwick, Henry Sidgwick, 1906

- The Methods of Ethics. London, 1874, 7th ed. 1907.
- "The Theory of Evolution in its application to Practice", in Mind, Volume I, Number 1 January 1876, 52–67,
- Principles of Political Economy. London, 1883, 3rd ed. 1901.
- The Scope and Method of Economic Science. 1885.
- The Elements of Politics. London, 1891, 4th ed. 1919.
- Outlines of the History of Ethics. 1886, 5th ed. 1902 (enlarged from his article ethics in the Encyclopædia Britannica).
- "The Philosophy of Common Sense" Arxivat 2011-05-14 a Wayback Machine., in Mind, New Series, Volume IV, Number 14, April 1895, 145–158.
- "economic science and economics," Palgrave's Dictionary of Political Economy, 1896, v. 1, reprinted in The New Palgrave: A Dictionary of Economics, 1987, v. 2, 58-59.
- Practical Ethics. London, 1898, 2nd ed. 1909.
- Philosophy; its Scope and Relations. London, 1902.
- Lectures on the Ethics of T. H. Green, Mr Herbert Spencer and J. Martineau. 1902.
- The Development of European Polity. 1903.
- Miscellaneous Essays and Addresses. 1904.
- Lectures on the Philosophy of Kant. 1905.
- Sidgwick's writings available online Arxivat 2010-07-18 a Wayback Machine.